# Louis Bols
Pour les articles homonymes, voir Bols.
Louis Jean Bols (Le Cap, le 23 novembre 1867 - Bath, le 13 septembre 1930) fut un militaire et administrateur britannique.
Après ses études au Lancing College (en) dans le Sussex, Louis Bols est promu officier. Durant la Première Guerre mondiale, il est incorporé à la 3e armée du général Edmund Allenby en tant que chef d'état-major. Il combat sur le front de l'Ouest et dans la campagne de Palestine. Entre juin 1919 et juin 1920, il est Administrateur militaire de Palestine. Sa mise en cause dans les émeutes de Jérusalem de 1920 met un terme à sa carrière militaire.

## Distinctions
- Chevalier commandeur de l'Ordre du Bain